# Tomasz Wacko
Tomasz Wacko (ur. 1958, zm. 5 czerwca 2003 w Norwegii) – historyk, działacz opozycji solidarnościowej i ruchu "Wolność i Pokój" i obrońców praw człowieka, drukarz i kolporter prasy podziemnej, w tym "Biuletynu Dolnośląskiego". W 1989 wyemigrował z Wrocławia do Norwegii, gdzie od początku lat 90. stał się aktywnym działaczem Komitetu Helsińskiego. Angażował się szczególnie w niezależne ruchy społeczne w Rosji, Czeczenii, na Ukrainie i Białorusi.
Wieczorem 3 czerwca 2003, doszło do nieporozumień rodzinnych w jego domu w Mysen (gmina Eidsberg w okręgu Østfold), w czasie których jego 19-letnia córka wezwała policję. Zbyt brutalna akcja norweskich policjantów spowodowała, że zmarł wkrótce w szpitalu z powodu niedotlenienia, do którego doszło wskutek zbyt silnego uchwytu interweniujących za jego szyję. Oskarżony o zabójstwo 28-letni policjant tłumaczył, że działał w obronie własnej obawiając się, iż Wacko obezwładni go przewodem od radiostacji. Po przeprowadzonym dochodzeniu policjanta tego uwolniono od zarzutu nadużycia siły, uznając jego prawo do obrony własnej, co spotkało się z krytyką norweskiej opinii publicznej.
Miał żonę Jolantę i troje dzieci.
Prezydent Rzeczypospolitej Polskiej postanowieniem z 23 grudnia 2003 odznaczył pośmiertnie Tomasza Wacko – za wybitne zasługi w działalności społecznej i charytatywnej oraz za propagowanie polskiej kultury – Krzyżem Oficerskim Orderu Zasługi Rzeczypospolitej Polskiej.